# Aetosauria
Stagonolepididae · Étosaures
Ordre
Famille
Sous-familles de rang inférieur
- † Aetosaurinae Heckert & Lucas, 2000
- † Desmatosuchinae Heckert & Lucas, 2000

Les Aetosauria ou Étosaures (ce qui signifie « lézard aigle », ἀετός/aetos : aigle et σαυρος/sauros : lézard) forment un ordre fossile de reptiles diapsides herbivores, qui connut une brève période de prospérité au Trias supérieur.
Ce sont des crurotarsiens, comme les actuels crocodiles, dont la morphologie est proche. Les aétosaures comprennent l'unique famille des Stagonolepididae, divisée en deux sous-familles : les Desmatosuchinae et les Aetosaurinae, qui diffèrent par la morphologie des plaques osseuses. Plus de 20 genres d'Aétosaures ont été décrits.
Comme leurs plaques osseuses ont souvent été préservées et sont abondantes dans certains sites, les étosaures servent aussi de fossiles stratigraphiques pour les tétrapodes du Trias. Nombre d'entre eux avaient de larges aires de répartition géographique, mais leurs périodes stratigraphiques ont été relativement courtes. Par conséquent, la présence d'un étosaure particulier peut dater précisément le site où il est trouvé.
Les premiers restes d'étosaures ont été mis au jour au début du XIXe siècle, mais les tout premiers restes ont été décrits comme des écailles de poisson. Les étosaures ont été plus tard reconnus comme des parents des crocodiles, les premiers paléontologues les considérant comme des charognards semi-aquatiques. Ils sont maintenant considérés comme ayant été des animaux entièrement terrestres. Certaines formes ont des caractéristiques qui peuvent avoir été des adaptations pour creuser pour trouver leur nourriture. Il y a aussi des indices[Lesquelles ?] selon lesquelles certains étosaures, sinon tous, faisaient un nid.

## Description
Les étosaures étaient protégés par une lourde cuirasse composée de plaques osseuses (ostéodermes), dotée de pointes. Ils possédaient parfois deux longues épines sur les côtés, pour se défendre des prédateurs comme les Rauisuchia ou les premiers dinosaures. Ces herbivores possédaient un museau particulièrement performant qui leur permettait d'extraire facilement les racines du sol. C'est peut-être grâce à cet avantage qu'ils purent se développer rapidement. La tête était plutôt petite comparée au corps massif, en particulier chez Stagonolepis. Les pattes des étosaures sont semblables à celles des phytosaures et des crocodylomorphes de la même période : l'articulation de la cheville était complexe et permettait en plus du simple mouvement de charnière, une rotation du pied. Le plus connu d'entre eux est Desmatosuchus, d'environ 5 mètres de long et 1,50 mètre au garrot.

## Évolution
L'un des plus anciens genres connus, Aetosaurus, vivait au Norien. Au Carnien, on connaît un autre genre, Coahomasuchus d'environ 1 mètre de long. Apparurent ensuite des étosaures plus grands, comme Typothorax de 3 mètres de long, dont le corps était semblable à celui des tortues. D'autres enfin se dotèrent de grandes épines sur les épaules, comme Desmatosuchus, qui atteignait 5 mètres de long.

## Répartition
Les fossiles d'étosaures ont été retrouvés en Écosse, en Allemagne, au Groenland, aux États-Unis, en Inde, ainsi qu'en Argentine et à Madagascar. L'armure et ses ostéodermes sont généralement bien conservés. La distribution géographique des étosaures est vaste mais ces reptiles n'occupent qu'une faible épaisseur stratigraphique.

### Genre
| Genre             | Statut                   | Âge               | Lieu                                | Unité                                                                                       | Notes | Images |
| ----------------- | ------------------------ | ----------------- | ----------------------------------- | ------------------------------------------------------------------------------------------- | --- | ------ |
| Acaenasuchus      | Possible synonyme junior | Norien            | USA                                 | Groupe de Chinle                                                                            | Peut-être un jeune Desmatosuchus haplocerus                                                                 |        |
| Acompsosaurus     | Nomen dubium             | Fin du Trias      | USA                                 | Formation de Chinle                                                                         | Un étosaure dont le nom signifie « lézard robuste » et qui pourrait être un synonyme junior de Stagonolepis |        |
| Adamanasuchus     | Valide                   | Carnien           | USA                                 | Formation de Chinle                                                                         | |        |
| Aetobarbakinoides | Valide                   | Carnien-Norien    | Brésil                              | Formation de Santa Maria                                                                    | |        |
| Aetosauroides     | Possible synonyme junior | Carnien           | Argentine Brésil                    | Formation d'Ischigualasto Formation de Santa Maria                                          | Possible synonyme junior de Stagonolepis                                                                    |        |
| Aetosaurus        | Valide                   | Norien            | Allemagne Italie USA Groenland      | Lower Stubensandtein Calcare di Zorzino Formation Newark Supergroup Fleming Fjord Formation | Un petit (1,5 m) étosaure avec une large répartition géographique                                           |        |
| Argentinosuchus   | Synonyme junior          |                   |                                     |                                                                                             | Synonyme junior de Stagonolepis                                                                             |        |
| Calyptosuchus     | Synonyme junior          |                   |                                     |                                                                                             | Synonyme junior de Stagonolepis                                                                             |        |
| Chilenosuchus     | Valide                   | Fin du Trias      | Chili                               |                                                                                             | A été trouvé dans des gisements qu'on pense être du Carbonifère ou du Permien plutôt que du Trias           |        |
| Coahomasuchus     | Valide                   | Carnien           | USA                                 | Groupe Dockum                                                                               | |        |
| Desamatosuchus    | Lapsus calami            |                   |                                     |                                                                                             | Lapsus calami de Desmatosuchus                                                                              |        |
| Desmatosuchus     | Valide                   | Carnien - Norien  | USA                                 | Groupe Dockum                                                                               | |        |
| Gorgetosuchus     | Valide                   | Trias supérieur   | USA                                 | Formation de Pekin                                                                          | |        |
| Heliocanthus      | Possible synonyme junior | Carnien           | USA                                 | Formation de Chinle                                                                         | Possible synonyme junior of Rioarribasuchus                                                                 |        |
| Longosuchus       | Valide                   | Carnien           | USA Maroc                           | Groupe Dockum Formation Timesgadiouine                                                      | |        |
| Lucasuchus        | Valide                   | Norien            | USA                                 | Formation de Bull Canyon                                                                    | |        |
| Neoaetosauroides  | Valide                   | Norien            | Argentine                           | Formation de Los Colorados                                                                  | |        |
| Paratypothorax    | Valide                   | Carnien - Rhétien | Allemagne USA Groenland             | Bas Stubensandstein Groupe de Chinle Formation de Fleming Fjord                             | |        |
| Polesinesuchus    | Valide                   | Carnien - Norien  | Brésil                              | Formation de Santa Maria                                                                    | |        |
| Redondasuchus     | Valide                   | Norien            | USA                                 | Formation Redonda                                                                           | Pourrait ne pas être un étosaure                                                                            |        |
| Rioarribasuchus   | Possible synonyme junior | Carnien           | USA                                 | Formation de Chinle                                                                         | Possible synonyme junior de Heliocanthus                                                                    |        |
| Scutarx           | Valide                   | Norien            | USA                                 | Formation de Chinle Formation de Cooper Canyon                                              | |        |
| Sierritasuchus    | Valide                   | Carnien           | USA                                 | Formation Tecovas                                                                           | Originellement affecté au genre Desmatosuchus                                                               |        |
| Stagonolepis      | Valide                   | Carnien           | Écosse USA Argentine Brésil Pologne | Lossiemouth Sandstone Groupe Dockum Formation de Caturrita Dépôts de Krasiejów              | |        |
| Stegomus          | Synonyme junior          |                   |                                     |                                                                                             | Synonyme junior de Aetosaurus                                                                               |        |
| Tecovasuchus      | Valide                   | Carnien           | USA                                 | Formation Tecovas                                                                           | |        |
| Typothorax        | Valide                   | Norien            | USA                                 | Groupe Dockum                                                                               | |        |